# Vršnik
Vršnik je naselje u slovenskoj Općini Kungoti. Vršnik se nalazi u pokrajini Štajerskoj i statističkoj regiji Podravskoj. 

## Stanovništvo
Prema popisu stanovništva iz 2002. godine naselje je imalo 130 stanovnika.